# توري إن سابينا
توري إن سابينا هي بلدية (أمانة) في مقاطعة رييتي في منطقة لاتيوم الإيطالية، وتقع على بعد حوالي 50 كيلومتر (31 ميل) شمال روما وحوالي 20 كيلومتر (12 ميل) جنوب غرب رييتي. وتقع على سلسلة من التلال في مونتي سابيني، وهي جزء من منطقة سابينا التقليدية.
من معالم المنطقة كنيسة سانتا ماريا ديلا لود، التي بنيت في القرن التاسع وتم تعديلها في القرن الثاني عشر إلى المظهر الروماني الحالي. يحتوي الجزء الداخلي على صحن واحد ويضم لوحة جدارية من القرن الثالث عشر إلى الرابع عشر للحكم العالمي ومشاهد من العهد القديم والعهد الجديد. يعود تاريخ برج الجرس إلى القرنين العاشر والحادي عشر، وقد تم بناؤه باستخدام بقايا بلدة فوروم نوفوم الرومانية القديمة.